# Terremoto de Guatemala de 1717
El terremoto de Guatemala de 1717 fue un terremoto que sacudió a Guatemala el 29 de septiembre de 1717, día de San Miguel Arcángel, razón por la que también se le llama los terremotos de San Miguel. Tuvo varias réplicas y una magnitud estimada de 7.4 grados en la escala de Richter. Con una intensidad de aproximadamente IX en la escala de Mercalli, el sismo destruyó mucha de la arquitectura de Antigua Guatemala, que era la capital colonial de la Capitanía General de Guatemala en esa época. Cerca de tres mil edificios fueron dañados incluyendo varias iglesias. Una consecuencia del desastre fue que las autoridades consideraron trasladar la ciudad a un lugar menos propenso a los desastres naturales, aunque esto no se llevó a cabo sino hasta 1773.

## Descripción
Los terremotos más fuertes que vivió la ciudad de Antigua Guatemala antes de su traslado definitivo en 1776 fueron los terremotos de San Miguel en 1717.  En esa época, el dominio de la Iglesia católica sobre los vasallos de la corona española era absoluto y esto hacía que cualquier desastre natural fuera considerado como un castigo divino.  En la ciudad, los habitantes también creían que la cercanía de los volcanes y las montañas que rodeaban a la ciudad, en especial el Volcán de Fuego, era la causa de los terremotos; de hecho, el arquitecto mayor Diego de Porres llegó a afirmar que los terremotos eran causado por las reventazones del volcán..  
Desde principios de la noche del 27 de agosto hubo una erupción muy fuerte del Volcán de Fuego, que se extendió hasta el 29 de agosto y cuyos retumbos atemorizaron a los pobladores de la ciudad;  los vecinos de la ciudad pidieron auxilio al Santo Cristo de la catedral y a la Virgen del Socorro que eran los patronos jurados contra el fuego del volcán, por medio de procesiones, rogativas y novenas.  El 29 de agosto salió la Virgen del Rosario en procesión después de un siglo sin salir y hubo muchas más procesiones de santos hasta el día 29 de septiembre, día de San Miguel; los primeros sismos por la tarde fueron leves, pero a eso de las 7 de la noche se produjo un fuerte temblor que obligó a los vecinos a salir de sus casas y dañó a la mayoría de las estructuras de la ciudad; siguieron los temblores y retumbos hasta las cuatro de la mañana.  Los vecinos salieron a la calle y a gritos confesaban sus pecados, pensando lo peor. Además de los daños ocasionados por los sismos, los ríos que pasaban por la ciudad se desbordaron pues sus cauces ser obstruyeron con restos de los edificios y con material que cayó por la erupción, lo que provocó una seria inundación en la ciudad.
Los terremotos de San Miguel dañaron la ciudad considerablemente, y hubo un abandono parcial de la ciudad, escasez de alimentos, falta de mano de obra y muchos daños en las construcciones de la ciudad, además de numerosos muertos y heridos. Estos terremotos hicieron pensar a las autoridades en trasladar la ciudad a un nuevo asentamiento menos propenso a la actividad sísmica; los vecinos de la ciudad se opusieron rotundamente al traslado, e incluso tomaron el Real Palacio en protesta al mismo.  Al final, la ciudad no se movió de ubicación, pero el número de elementos en el Batallón de Dragones para resguardar el orden fue incrementado considerablemente. El propio capitán general Francisco Rodríguez de Rivas —que gobernó de 1717 a 1724— donó de sus propios fondos para reconstruir el oratorio de San Felipe Neri y la parroquia de El Calvario.
Los daños en el palacio fueron reparados por Diego de Porres, quien los terminó en 1720; aunque hay indicios de que hubo más trabajos de Porres hasta 1736.
El intento de traslado originó un conflicto entre las autoridades reales y las eclesiásticas, ambas entonces con un gran poder sobre la ciudadanía: el obispo Juan Bautista Álvarez de Toledo era partidario del traslado y el presidente de la Audiencia, Francisco Rodríguez de Rivas, se oponía al mismo.  El obispo pretendía que el rey lo nombrara presidente de la Audiencia, pero no lo consiguió, pues por real cédula se agradeció al presidente Rodríguez su labor en la reconstrucción de la ciudad, y no se autorizó el traslado de la misma.
Posterior a los sismos que se dieron después de los terremotos de Santa Marta de 1773, en 1776, la Corona española finalmente ordenó que la capital se trasladase a otro sitio, al Valle de la Ermita, donde la actual Ciudad de Guatemala permanece hasta hoy.